# Motorová jednotka

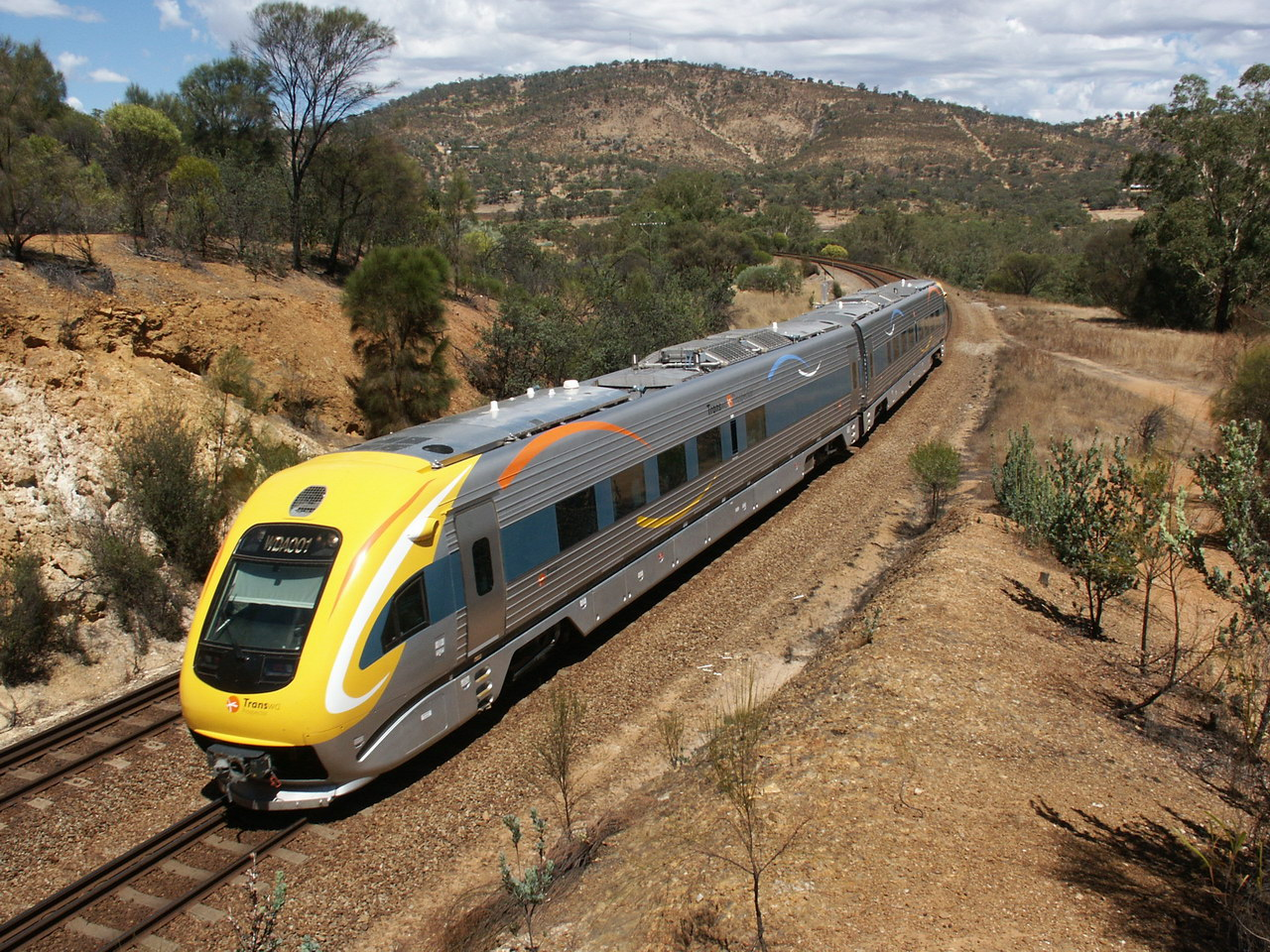
Motorová jednotka v Austrálii

Motorová jednotka je železniční dopravní prostředek používaný v regionální i dálkové dopravě. Jednotka je složena z několika vozů (motorových, řídicích, vložených), které jsou navzájem pevně spojeny. V běžném provozu tak není možné jednotku rozdělit na jednotlivé vozy jako běžnou soupravu. Výhodou jednotek oproti soupravám motorových a přípojných vozů je průchodnost jednotek (pomocí krytých mezivozových přechodů) či větší kapacita.

## Motorové jednotky v Česku
První motorové jednotky se v tehdejším Československu objevily po druhé světové válce, jednalo se o několik kusů kořistních jednotek německého původu. Československé státní dráhy je krátký čas po válce provozovaly. V 50. a 60. let zakoupily ČSD maďarské dálkové jednotky od podniku Ganz, kvůli nespolehlivost ale byly poměrně brzo vyřazeny. V současnosti jezdí v Česku motorové jednotky Regionova, které vznikají modernizací zastaralých motorových vozů řady 810 a přípojných vozů řady 010.

## Některé motorové jednotky

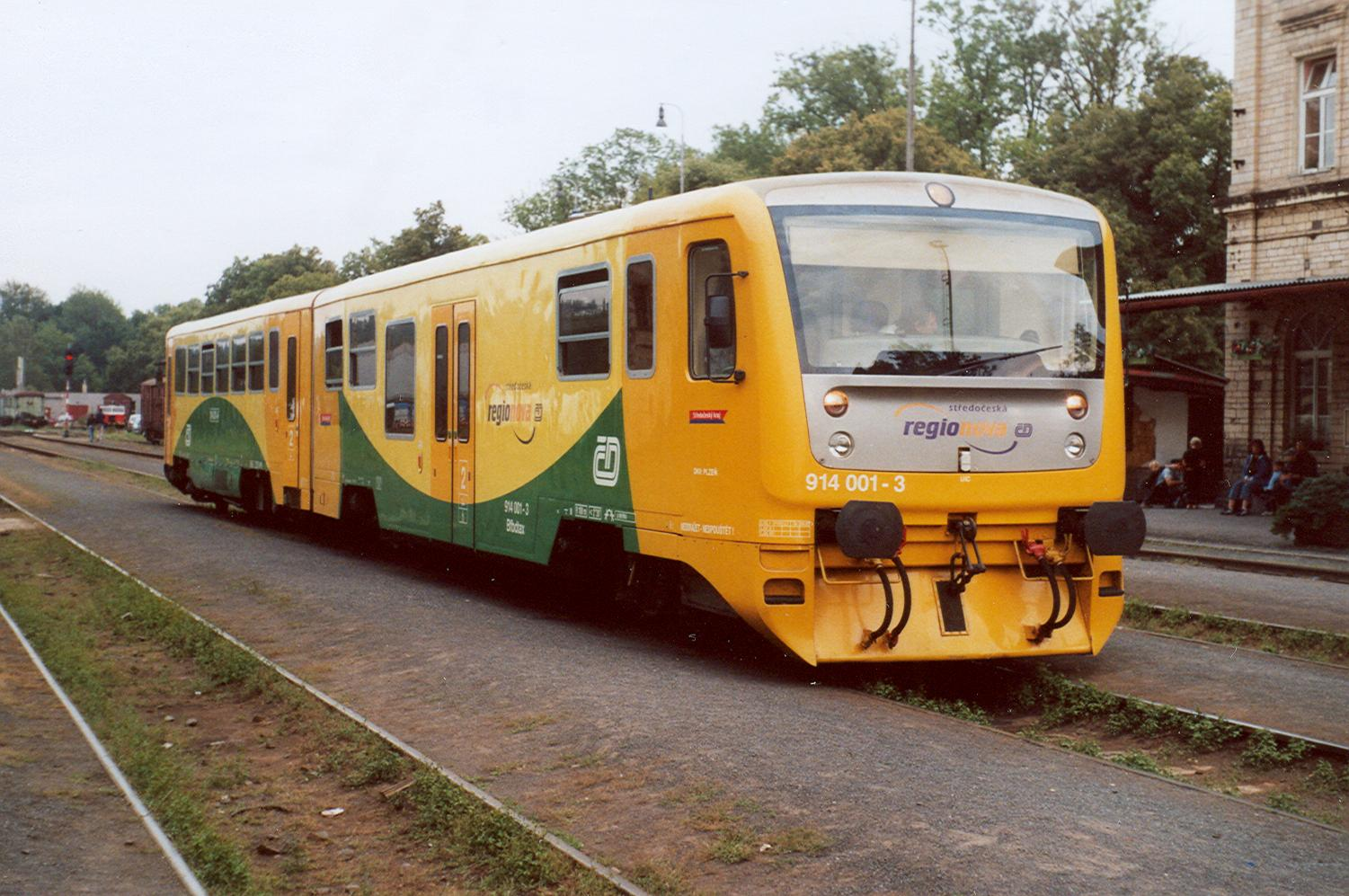
Motorová jednotka řady 814 (v čele řídicí vůz řady 914) Regionova v Lužné u Rakovníka

- Bombardier Talent – jednotná řada elektrických a motorových jednotek provozovaná v několika zemích
- Pesa Link – jednotná řada motorových vozů a jednotek provozovaná v několika zemích
- Stadler FLIRT – jednotná řada elektrických a motorových jednotek provozovaná v několika zemích
- RegioSprinter – jednotná řada motorových vozů a jednotek provozovaná v několika zemích

Česko:
- motorová jednotka 814 „Regionova“
- motorová jednotka 835 (pouze zkušební provoz 2003–2005)
- motorová jednotka 844 „RegioShark“ (Pesa Link)
- motorová jednotka 845
- motorová jednotka 847 „RegioFox“ (Pesa Link)

Československo
- motorová jednotka M 295.0
- motorová jednotka M 298.0

Německo (meziválečné motorové jednotky):
- motorová jednotka SVT 137 155
- motorová jednotka DRG 877
- motorová jednotka Berlin
- motorová jednotka Hamburg
- motorová jednotka Leipzig
- motorová jednotka Köln

Slovensko:
- motorová jednotka 813
- motorová jednotka 840
- motorová jednotka 861